# Sherwood Island State Park
Sherwood Island State Park ist ein State Park im US-Bundesstaat Connecticut auf dem Gebiet der Gemeinde Westport an der Küste des Long Island Sound im Gebiet von Greens Farms. Er erstreckt sich auf einer Fläche von 96 ha über Strand, Feuchtgebiete und Wald. Er wird im Westen durch den Sherwood Mill Pond und im Süden durch den Long Island Sound begrenzt. Vom Festland ist er durch Bäche und Sumpfgebiete getrennt.

## Geschichte
In den 1640er Jahren siedelten sich mehrere Kolonisten aus Fairfield in dem Gebiet an. Sie wurden später als die „Bankside Farmers“ bezeichnet. Sie verwalteten das Gebiet, zu dem das damals Fox Island genannte Sherwood Island gehörte, gemeinsam.
Daniel Sherwood siedelte sich 1787 auf Fox Island an. In den 1800ern bearbeitete er mit seiner großen Familie die höher gelegenen Gebiete im Westen der Insel. Sie betrieben eine Getreidemühle am Mill Pond. Mehrere Farmer bearbeiteten gemeinsam die Machamux Salt Marsh. Auch der Erfinder Henry Burr Sherwood betrieb eine Zwiebelplantage in dem Gebiet. Im Lauf der 1860er bekam das Gebiet den Namen „Sherwood's Island.“ Der Gallup Gap Creek verlief früher nördlich, südlich und östlich des heutigen Parkgebietes und es gibt die Ansicht, dass nur die Gebiete westlich des Creeks zu Sherwood's Island gehörten. Der Bach wurde später angestaut und umgeleitet um die Mühle anzutreiben.
Als die Connecticut State Park Commission 1911 gegründet wurde, war es eines der Hauptziele, Küstenabschnitte zu erwerben und als Küstenparks zu entwickeln. Albert Turner, ein Field Secretary lief die Küste ab, um passende Gebiete zu finden. Er suchte Gebiete mit mehreren hundert Acres, unentwickelt und mit natürlicher Schönheit. Darüber hinaus mussten die Gebiete einen guten Strand haben, und weit genug von Städten entfernt sein um einer Verschmutzung durch Abwässer vorzubeugen. Er kam zum Schluss, dass Sherwood Island der einzige passende Ort in Fairfield County sei.
Zu dieser Zeit war das Land jedoch im Besitz vieler verschiedener Eigentümer. Im Auftrag des Staates handelte der Farmer William H. Burr Jr. aus Westport. Er kaufte 1914 zwei kleine Parzellen, die auch ein Stück Strand beinhalteten. Damit begründete er Sherwood Island als den ersten State Park von Connecticut, auch wenn es noch zwei Jahrzehnte dauern sollte, bis der Park wirklich seiner Nutzung zugeführt wurde. 1915 wurden weitere Parzellen erworben, so dass schließlich 12 ha unter Schutz standen. Zu dieser Zeit gehörten über 7 km Strand zum Park.
1923 wurden weitere Stücke angekauft, die jedoch nicht mit dem Rest des Parkes verbunden waren. Zugang zum Park war durch Westports Burying Hill Beach möglich. Nach örtlichem Widerstand wurde es erst 1932 möglich den Park zu eröffnen.
Am 29. April 1937 unterzeichnete Gouverneur Wilbur L. Cross zwei Rechnungen mit einer Summe von $485.000 um mehr Land zu kaufen. Das war der Durchbruch für die Connecticut Forestry Association, die Fairfield County Planning Association und deren Unterstützer. William H. Burr wurde bekannt als Vater des Parks.
In den 1950er Jahren errichtete das U.S. Army Corps of Engineers Piers und vergrößerte die beiden Strände. Die Strände des Parks sind nun ca. 1,8 km lang. Die Brandung sortiert am Strand drei verschiedenfarbige Arten von Sand in abgegrenzte Streifen – rote (Granatgruppe), schwarze (Magnetit) und weiße (Quarz). Dies liegt an der unterschiedlichen Körnung und dem spezifischen Gewicht. 1959 wurde durch den Staat ein Pavilion und ein Badhaus errichtet. 2002 wurde ein Denkmal für die Opfer der Terroranschläge am 11. September 2001 errichtet. Die Katastrophe hatte man von hier aus beobachten können.

## Freizeitaktivitäten
Freizeitaktivitäten im Park umfassen Schwimmen, Angeln, Picknicken, Tauchen, Vogelbeobachtung, Drachensteigen, Besuche beim Naturschutzzentrum und anderes. Für Besucher steht der Pavilion, Das Badhaus, verschiedene Kioske, eine Erste-Hilfe-Station sowie öffentliche Toiletten und Trinkbrunnen zur Verfügung.

### Naturzentrum
Das Erste Naturschutzzentrum wurde in den 1990er Jahren durch Glenn Dochtermann in einem nicht genutzten Erste-Hilfe- und Bademeister-Gebäude eingerichtet. Dochtermann nutzte das Gebäude als Ausgangspunkt für Naturführungen und stellte verschiedene Präparate von heimischen Tieren aus. 1995 unterstützten die Friends of Sherwood Island das Naturzentrum und richteten einen Praktikantenplatz ein. 2002 wurde festgestellt, dass das Gebäude unsicher sei und bis 2009 wurde ein neues Naturschutzzentrum errichtet. Das Zentrum bietet gegenwärtig im Sommer verschiedene Naturerfahrungen und zeigt in einer Ausstellung Informationen zu Natur und Geschichte.

### September 11 Memorial
Sherwood Island State Park wurde als Standort für ein Denkmal ausgewählt, weil man an klaren Tagen die Skyline von New York von hier aus sehen kann. Am 11. September 2001 beobachteten Besucher des Parks die Rauchwolke, die vom World Trade Center aufstieg. Später wurden im Park verschiedene Events für Opferhilfe abgehalten. Bei der Enthüllung am 5. September 2002 wurden die Namen von 149 Opfern verlesen, die Bürger von Connecticut gewesen waren. Das Denkmal vereint die Dauerhaftigkeit von Granit, die schützende Schönheit von Bäumen und die Ruhe der See. Der 2,7 m hohe polierte Granitstein trägt die Inschrift: “The citizens of Connecticut dedicate this living memorial to the thousands of innocent lives lost on September 11, 2001 and to the families who loved them.”
Zugänge zum Park kommen von der Connecticut Route 95 (I-95) über die Connecticut Special Service Road 476.

## Galerie

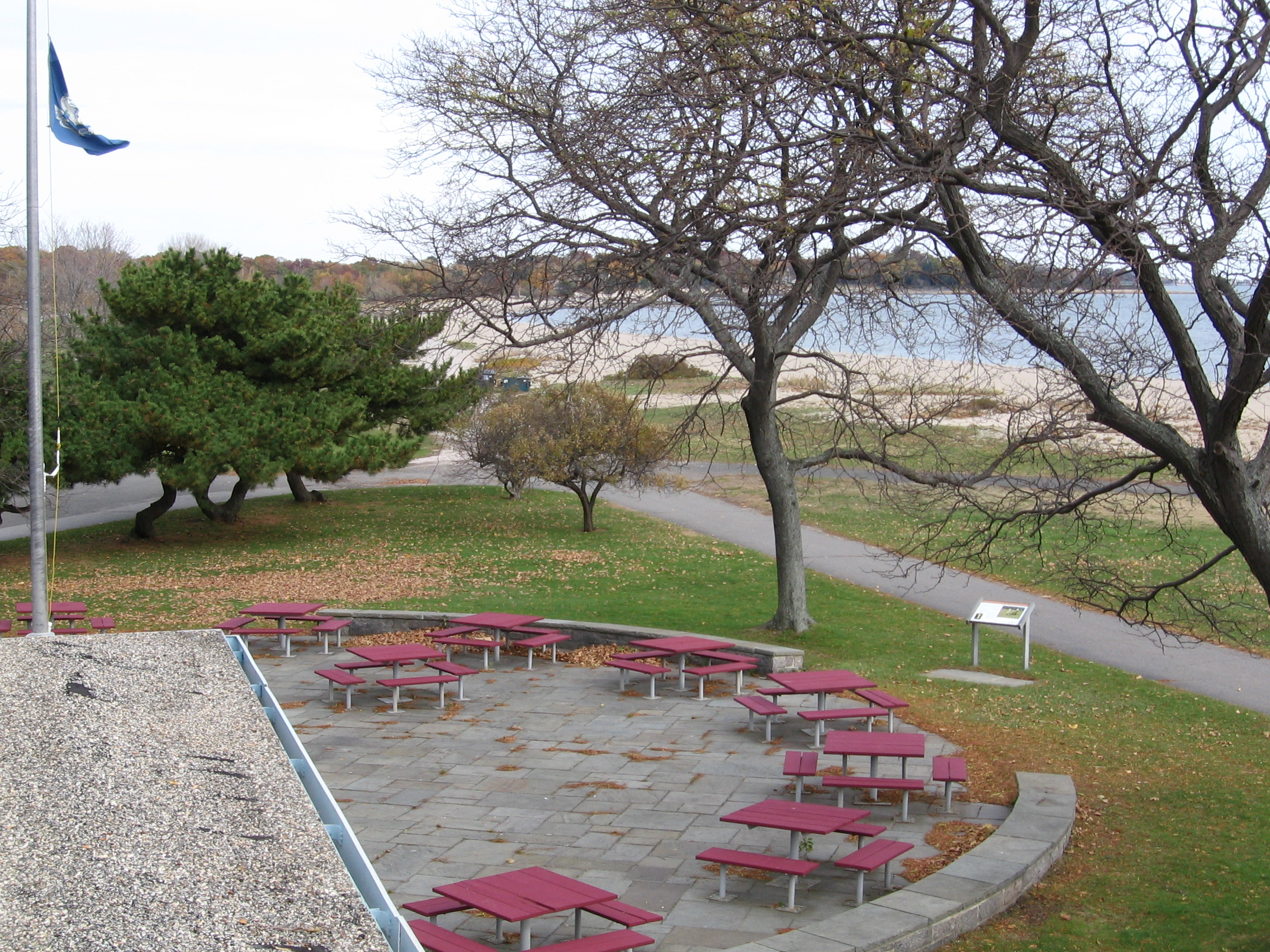
Blick nach Osten vom Dach des Pavillons.
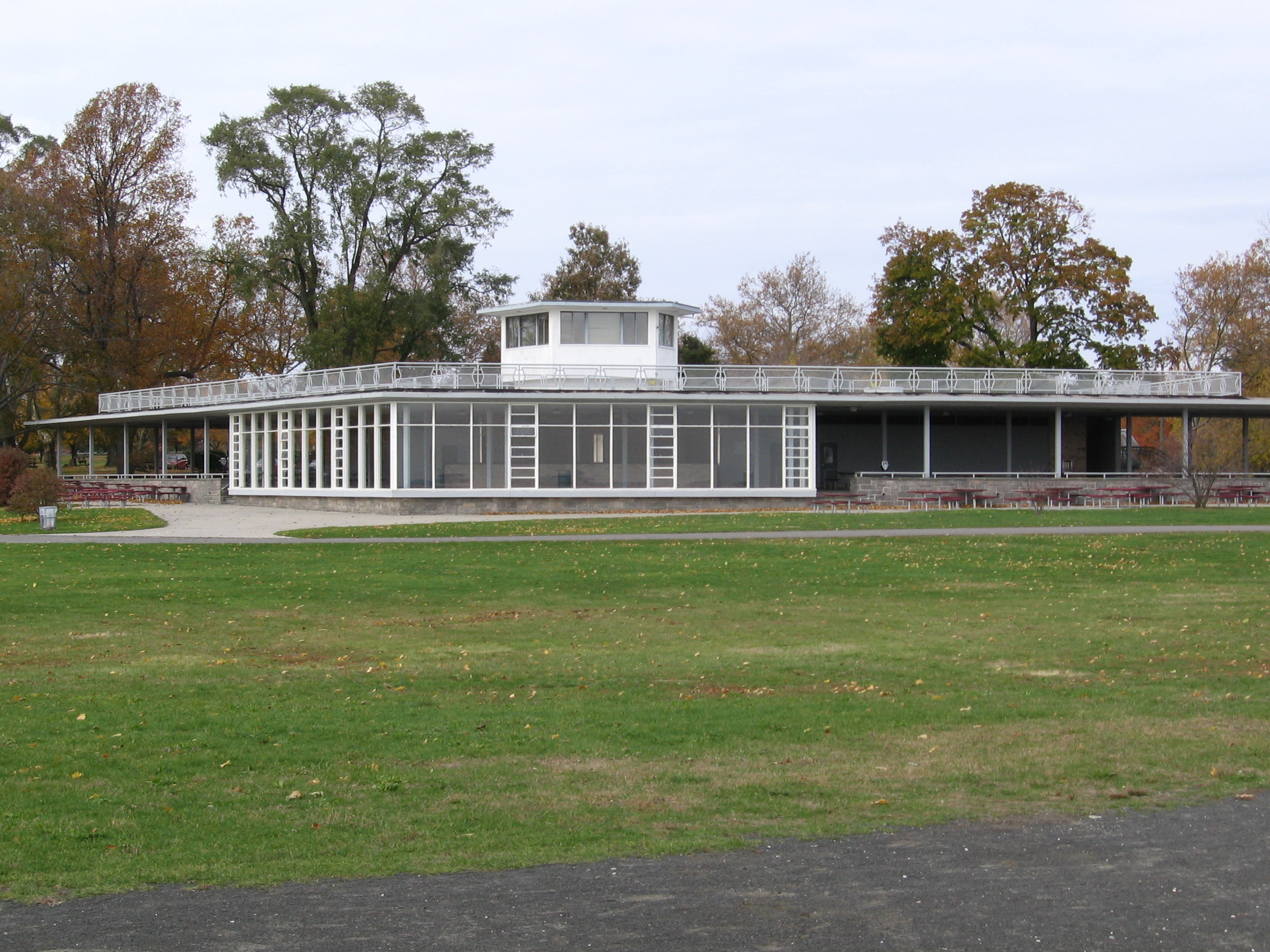
Pavillon von Süden.
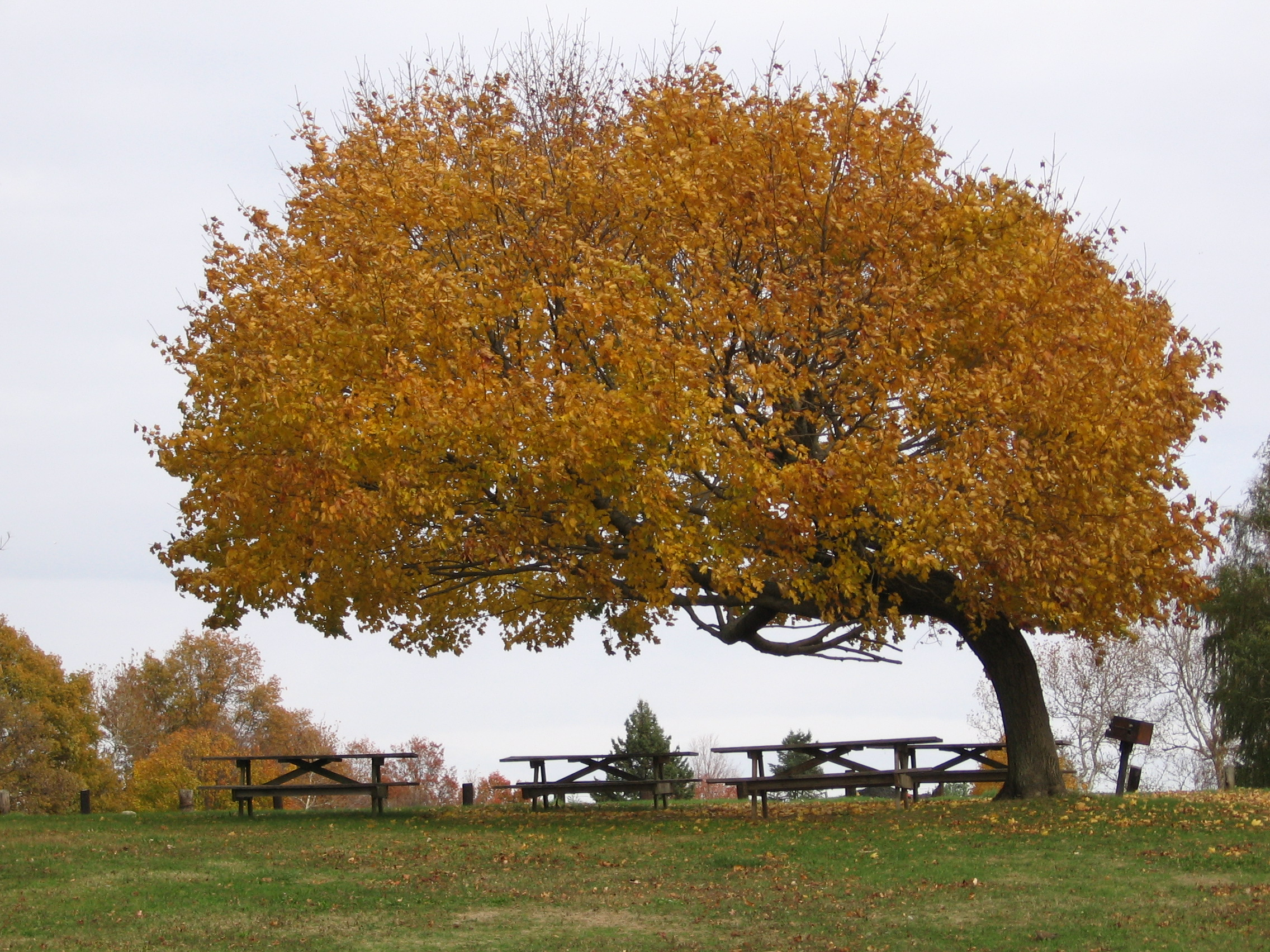
Picknickplatz im Westen.
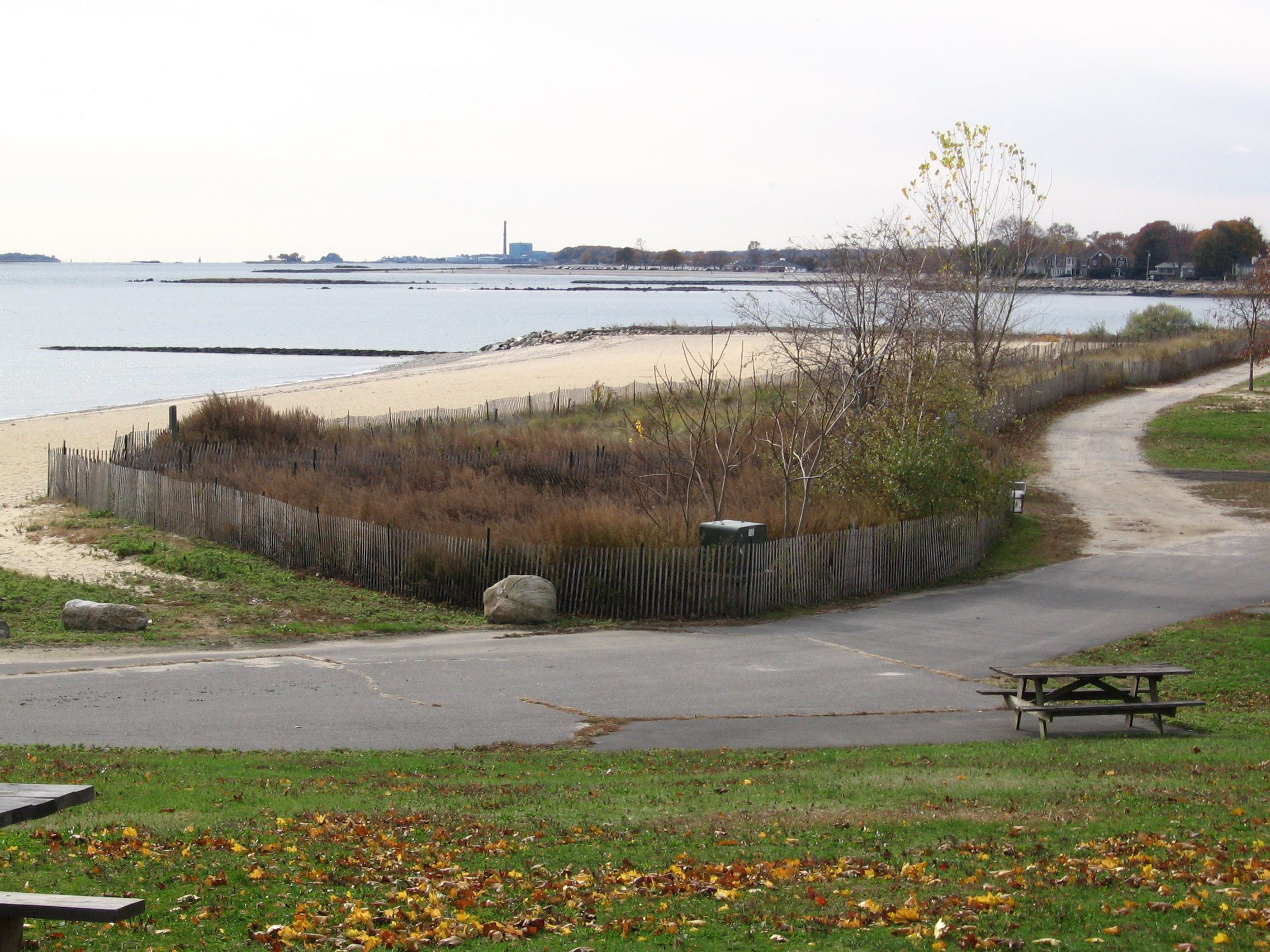
Strand im Westen und “Protected Sand Dune Area”
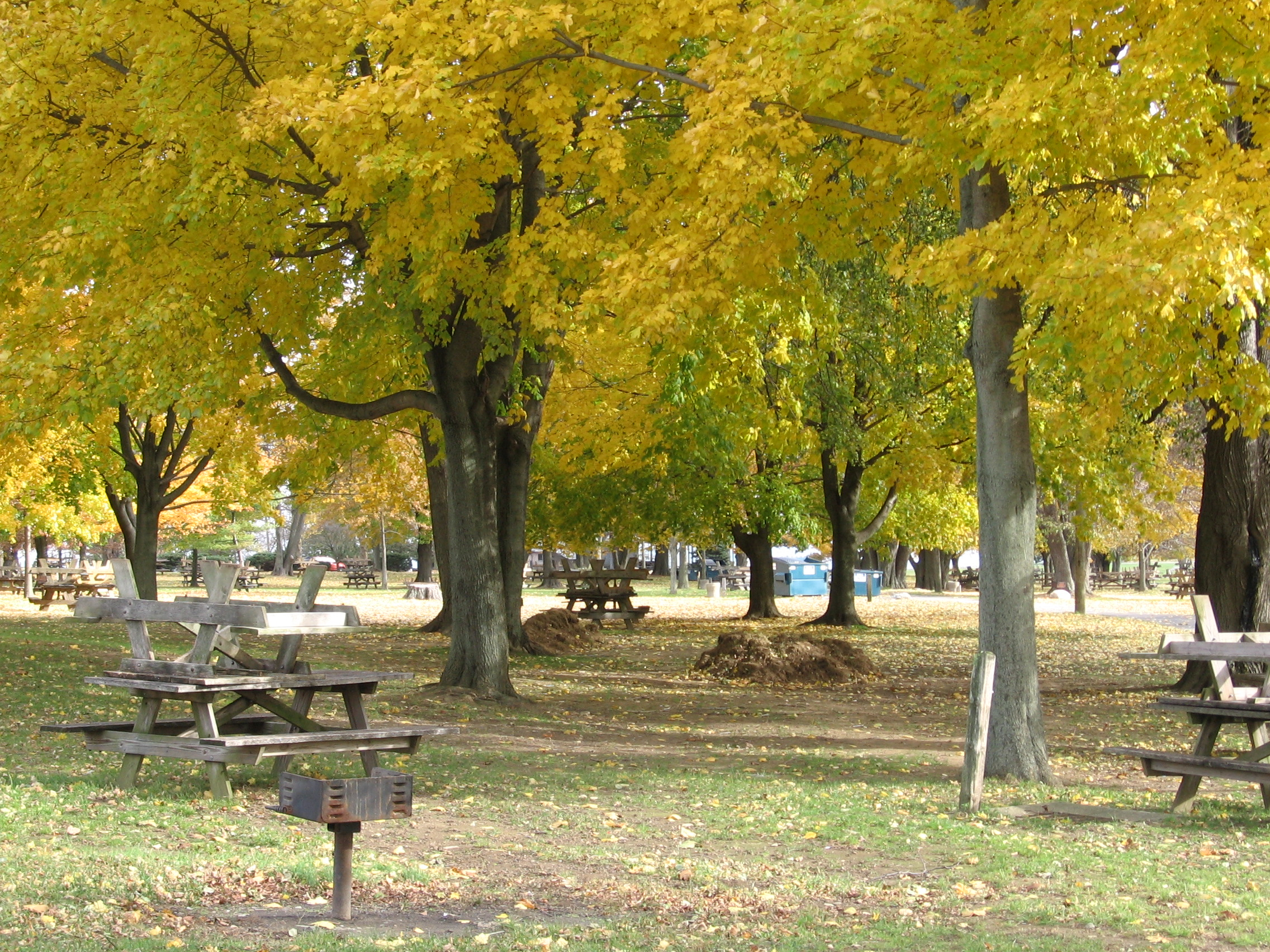
Picknickplätze im Nord-Osten